# Каталін Каріко
Каталін Каріко (17 січня 1955 , Сольнок, Угорська Народна Республіка ) — угорська біохімік, яка спеціалізується на механізмах РНК-опосередкованих. Її дослідження полягали в розробці транскрибованої in vitro мРНК для білкової терапії.Лавреатка Нобелівської премії з фізіології та медицини 2023 року.
Спільне відкриття з американським імунологом Дрю Вайсман (англ. Drew Weissman) з нуклеозидних модифікацій, які пригнічують імуногенність з РНК.Разом з Вайсманом вона має патенти США на застосування не імуногенної, модифікованої нуклеозидати РНК. Ця технологія була ліцензована компаніями BioNTech та Moderna для розробки своїх вакцин проти COVID-19.
За дослідження і відкриття, які сприяли розробці мРНК-вакцини проти COVID-19, 2023 року спільно з Дрю Вайсманом отримала Нобелівську премію з фізіології або медицини.

## Ранні роки життя і освіта
Каріко виросла в місті Кісуйшаллаш (Kisújszallás) повіту Яс-Надькун-Сольнок Угорщина, закінчила тут середню школу. Її батько був м'ясником, а мати бухгалтеркою. Відвідувала Moricz Zsigmond Református Gimnázium. Отримала ступінь доктора філософії в університеті міста Сегед.

## Кар'єра
У 1990 році будучи професоркою Університету Пенсільванії, Каріко подала свою першу заявку на грант, запропонувавши заснувати генну терапію на основі мРНК.
В 1997 році вона познайомилась з Дрю Вайсманом, професором імунології в Університеті Пенсільванії.
У серії статей, починаючи з 2005 року, Каріко і Вайсман описали, як специфічні модифікації нуклеозидів в мРНК призводять до зниження імунної відповіді.
Вони заснували не велику компанію і в 2006 та 2013 роках отримали патенти на використання декількох модифікованих нуклеозидів для зменшення противірусної імунної відповіді на мРНК.
З 2009 року доцент кафедри нейрохірургії медичного факультету Медичної Школи Парельмана Університету Пенсільванії.
У 2013-2022 роках віцепрезидент BioNTech. З 2022 вона є професором Сегедського університету і одночасно залишається доцентом Університету Пенсільванії.

## Наукові внески
Робота та дослідження Каріко сприяли зусиллям BioNTech зі створення імунних клітин, які продукують антигени вакцин. Її дослідження показали, що противірусна реакція  від мРНК додала їх вакцинам проти раку додатковий стимул у захисті від пухлин. У 2020 році технологія Каріко та Вайсмана була використана в рамках вакцини проти COVID-19, яку виробляли спільно Pfizer та BioNTech.

## Патенти
US 8278036B2 та US 8748089B2

## Особисте життя
Каріко одружена з Белою Франсією, її донька Сюзан Франсія дворазова олімпійська чемпіонка та багаторазова чемпіонка світу з веслування.

## Нагороди
- 2021: Премія Ласкера
- 2021: Премія Сечені.[31][32]
- 9 вересня 2021: "The Breakthrough Prize Foundation" за відкриття які мають потенціал для лікування ВІЛ, пухлин, генетичних та автоімунних захворювань, а також дозволили розробити інноваційні вакцини проти коронавірусу Pfizer-BioNTech та Moderna. [33]
- 2023: Нобелівська премія з фізіології або медицини